# 1er régiment de parachutistes d'infanterie de marine
Cet article possède des paronymes, voir 1er régiment d'infanterie de marine, 1er régiment de chasseurs parachutistes et 1er régiment étranger de parachutistes.
Le 1er régiment de parachutistes d'infanterie de marine (ou 1er RPIMa) est un régiment parachutiste des troupes de marine faisant partie des forces spéciales de l'armée française et dépendant du commandement des actions spéciales Terre.
Ayant récupéré les traditions des unités de parachutistes SAS de la France libre et d'Indochine, ce régiment a pour devise « Qui ose gagne » traduite de la devise des SAS britanniques « Who Dares Wins ». Il partage cette devise avec le CPIS (11e Choc créé en 1946) et le 2e RPIMa.

## Création et différentes dénominations
Fait rare dans l'armée française, la filiation du 1er RPIMa est multiple. Le régiment hérite à la fois de formations des forces aériennes de la France Libre, des troupes coloniales puis des troupes de marine.
Seconde Guerre mondiale et continuité immédiate
- 15 septembre 1940, création en Angleterre de la 1re compagnie d'infanterie de l’air (1re CIA) par le capitaine Georges Bergé[3].
- 10 avril 1941, rattachée à l’armée de terre et renommée 1re compagnie parachutiste.
- 25 septembre 1941, la compagnie devient le peloton parachutiste du Levant et est à nouveau rattachée à l'armée de l'air[4].
- 15 octobre 1941 à Damas, l'unité devient par changement d'appellation la 1re compagnie de chasseurs parachutistes des FAFL (1re CCP).
- 1er janvier 1942, l'unité devient le French Squadron de la brigade britannique SAS du major Stirling.
- 1er juillet 1943 : devient le 1er bataillon d’infanterie de l’air (1er BIA).
- novembre 1943 : nommé 4e bataillon d’infanterie de l’air (4e BIA).
- 1er juillet 1944 : nommé 2e régiment de chasseurs parachutistes (2e RCP) ou 4 SAS Regiment.
- 8 mai 1945 : Fin des combats en Europe
- 1er août 1945 : les régiments de chasseurs parachutistes passent définitivement dans l’Armée de terre. Le 3e RCP est dissous et ses effectifs rejoignent le 2e RCP.
- 1er février 1946 : création à partir d'une compagnie du 1er RCP et d'une compagnie du 2e RCP du 1er bataillon de choc SAS
- Mai 1946 : Le 3e bataillon du 1er RICAP devient le 2e bataillon du 2e RCP.
- 1er Septembre 1946 : Création du Bataillon de Choc Aéroporté N°11 qui reprend la devise "Qui Ose Gagne" ainsi que des cadres SAS[5] et devient la force spéciale française sous le commandement du SDECE[6].
- 15 juillet 1948, le 2e BPC est recréé à partir du 3e bataillon du 2e RCP. En 1951, le 2e BPC forme le 2e bataillon du 18e RIPC qui deviendra 18e RCP le 1er juin 1956. Ce régiment sera dissous suite au putsch d'Alger).

Guerre d'Indochine
- Les bataillons coloniaux
  - 1er février 1946 : création à partir d'une compagnie du 1er RCP et d'une compagnie du 2e RCP du 1er bataillon de choc SAS
  - 1er mars 1946 : création à partir d'une compagnie du 1er RCP et d'une compagnie du 1er RICAP du 2e bataillon de choc SAS
  - Le 1er Juillet 1946 : les deux bataillons de choc SAS sont regroupés au sein de la Demi-Brigade parachutiste SAS
  - Le 25 septembre 1947 : les deux bataillons de choc SAS sont regroupés et nommés 1e Bataillon SAS
  - 1er janvier 1948 : le 1e Bataillon SAS devient le 1er bataillon colonial de commandos parachutistes
  - 4 juillet 1948 : dissolution du 1er BCCP
  - 7 décembre 1949 : création d'un nouveau 1er bataillon colonial de commandos parachutistes
  - 1er octobre 1950 : devient 1er groupe colonial de commandos parachutistes
  - 1er mars 1951 : devient 1er bataillon de parachutistes coloniaux
  - 19 janvier 1952 : dissolution du 1er BPC
  - 20 juin 1953 : création d'un nouveau 1er bataillon de parachutistes coloniaux (1er BPC)
  - 1er septembre 1955 : dissolution du 1er BPC
- Les brigades coloniales
  - 1er juillet 1946 : création en Indochine de la 1re demi-brigade de parachutistes SAS regroupant les 1er et 2e bataillons de choc SAS
  - 1e Octobre 1947 : Création de la 1re DBCCP en France
  - 1er Janvier 1948 : Devient la demi-brigade coloniale de commandos parachutistes (comprenant le 1e BCCP SAS et le 2e BCCP)
  - juin 1948, la demi-brigade devient la 2e Demi-Brigade coloniale de commandos parachutistes (2e DBCCP) en Indochine
  - 1er février 1955 : la 1re DBCCP devient brigade de parachutistes coloniaux (BPC).

Après l'Indochine
- La brigade
  - 25 février 1958 : la BPC devient brigade école des parachutistes coloniaux (BEPC)
  - 1er décembre 1958 : la BEPC devient brigade de parachutistes d'outre-mer (BPOM)
  - 1er novembre 1960 : la BPOM devient Brigade parachutiste d'infanterie de marine (BPIMa)
  - 31 décembre 1961 : dissolution de la BPIMa
- Le régiment
  - 1er novembre 1960 : création du Centre d'Instruction du 1er régiment de parachutistes d'infanterie de marine à Bayonne
  - 1er janvier 1973 : 1er régiment de parachutistes d'infanterie de marine, une partie du régiment (le GO) est affecté aux missions spéciales jusqu'en 1981.

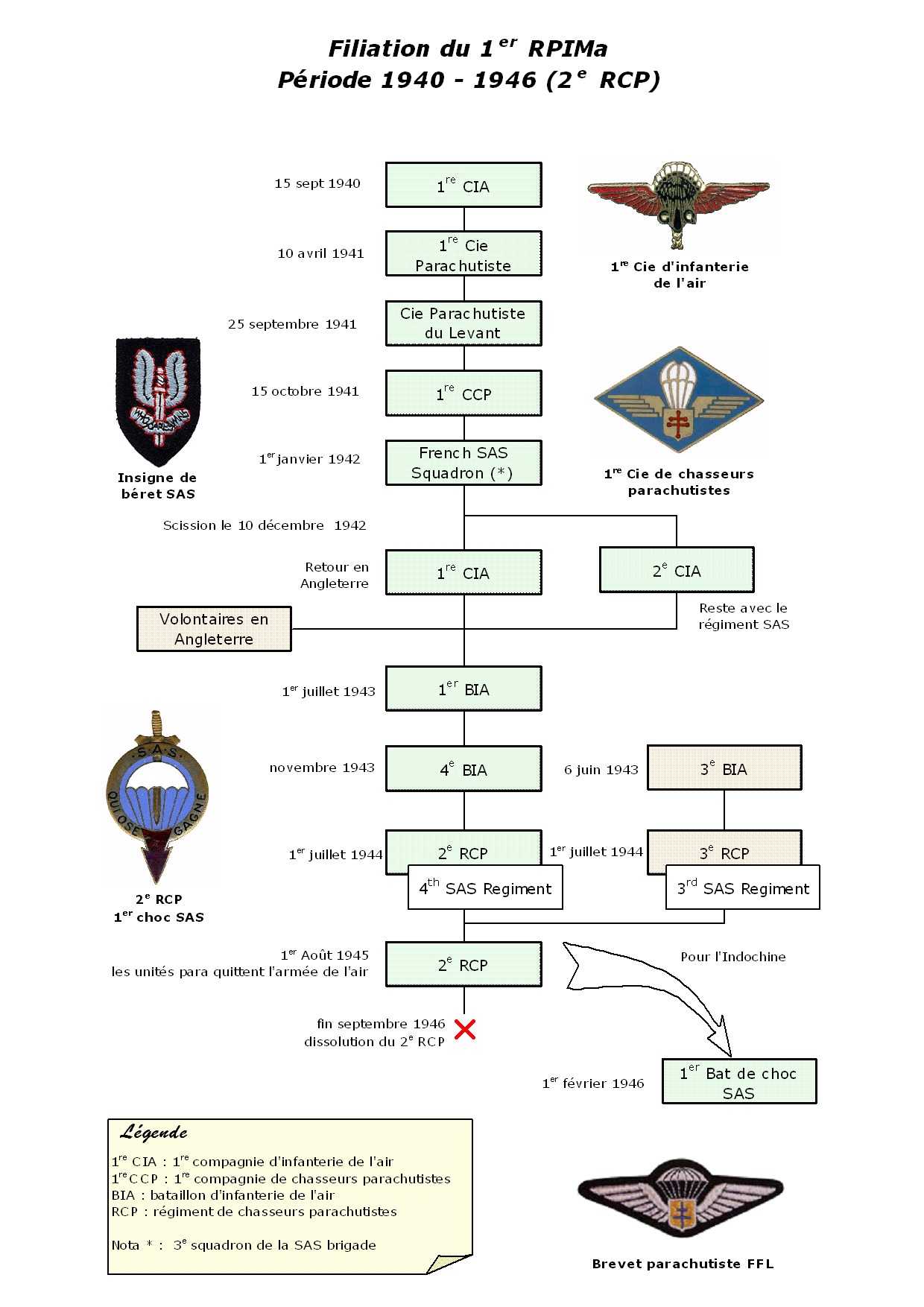
Filiation 1940 à 1946
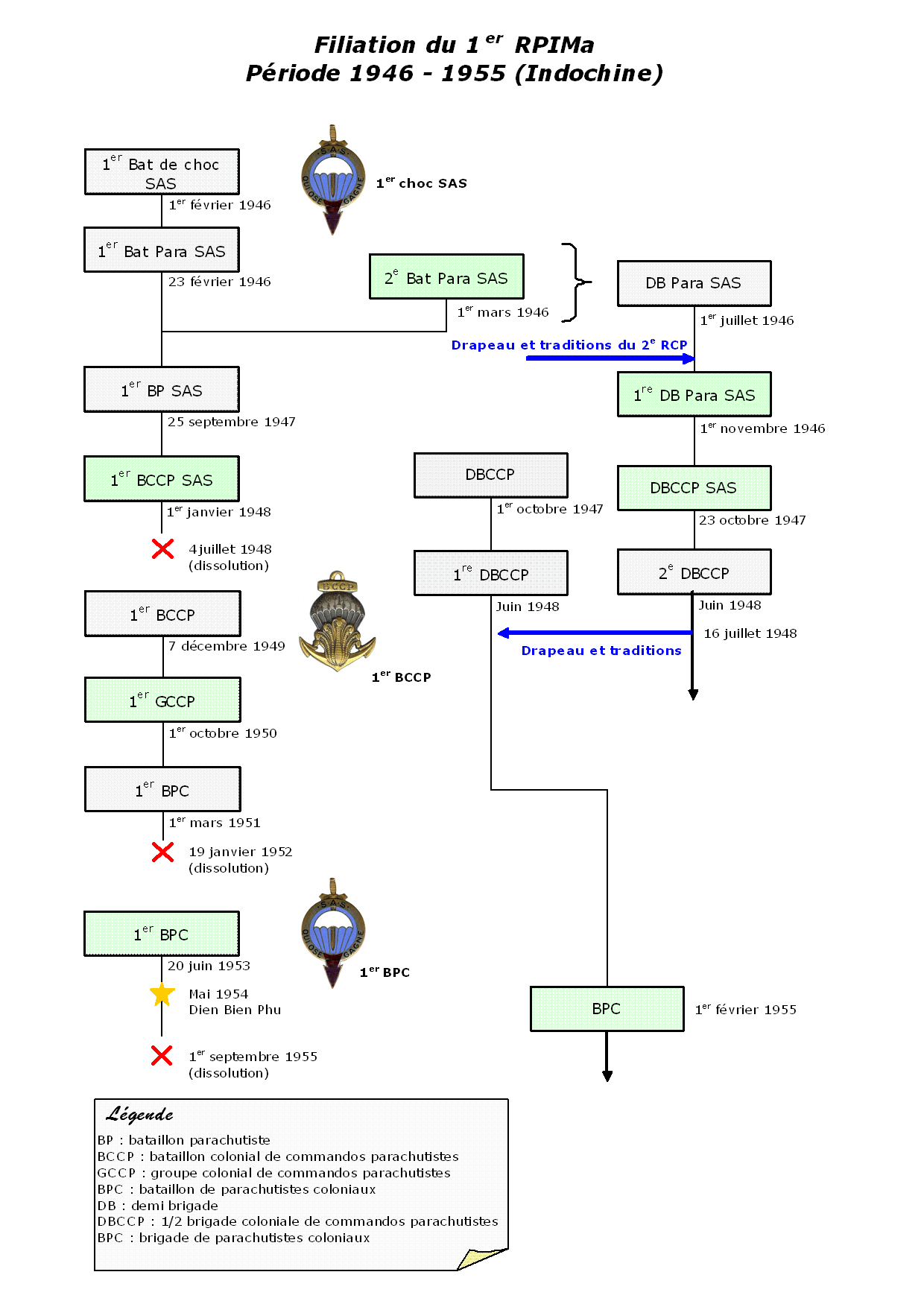
Filiation 1946 à 1955
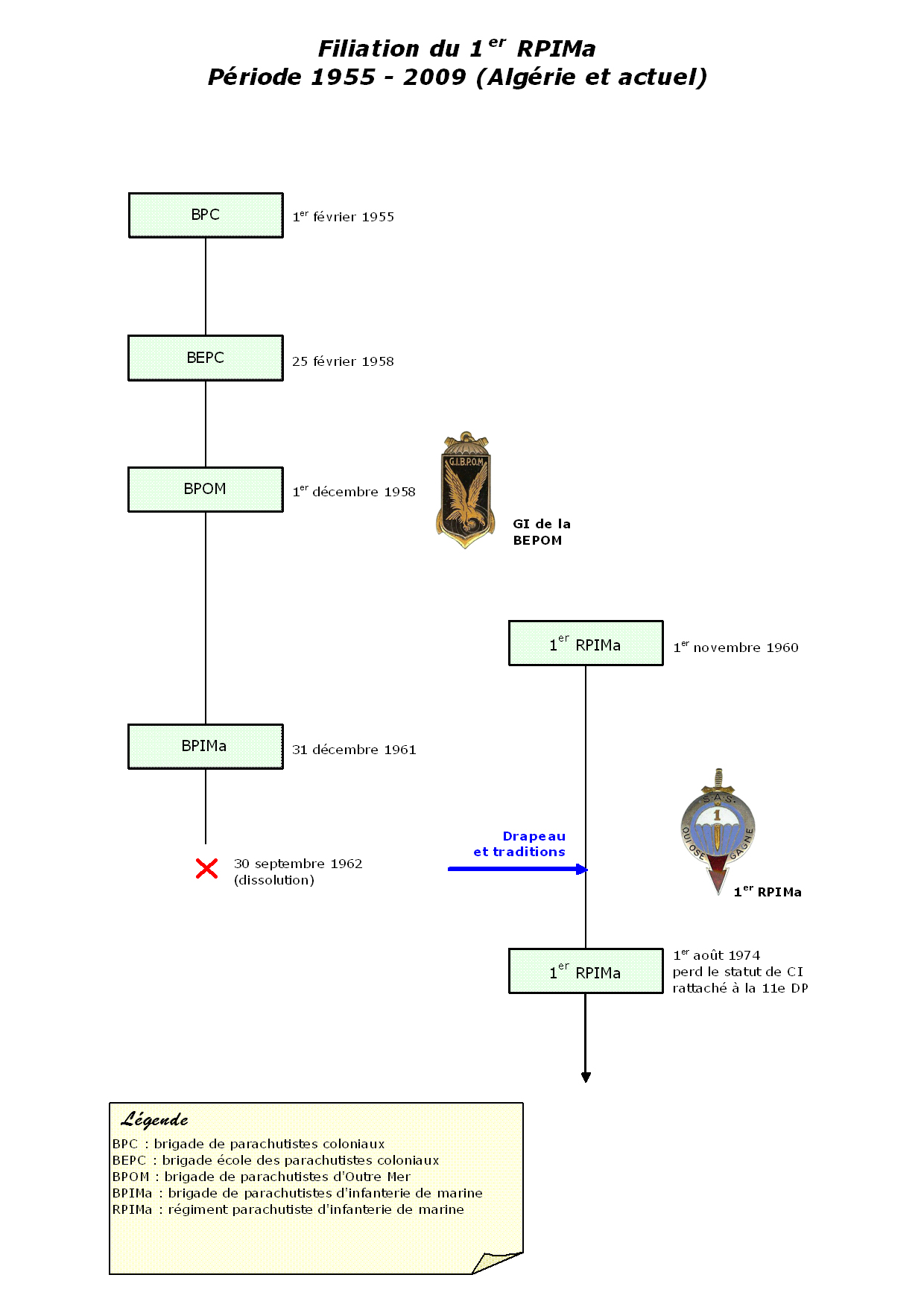
Filiation 1955 à 2009

## Historique des garnisons, campagnes et batailles
Héritier de la 1re demi-brigade coloniale de commandos parachutistes dont les origines remontent à la Seconde Guerre mondiale. 
 Sous l'impulsion du capitaine Georges Bergé, la 1re Compagnie de l'air est créé en Angleterre le 15 septembre 1940, avec les unités de parachutistes du Spécial Air Service (SAS) (1 CCP/SAS créé en 1941 en Écosse). Cette compagnie est engagée de 1942 à 1944 en Crète, Libye, Tunisie, Bretagne, Belgique, Pays-Bas, lors de la Bataille des Ardennes puis en Allemagne. 
La compagnie est ensuite dissoute puis nommée demi-brigade de parachutistes SAS de 1946 à 1949, puis 1re demi-brigade coloniale de commandos parachutistes de 1949 à 1955 en Indochine, Hanoi, Nam Định, Plaine des Joncs, Dong Khê, Hoa-Binh, Cao Bằng, Tu-Le, Nasam, Lạng Sơn, Ðiện Biên Phủ, puis BPC en Algérie de 1955 à 1958 Suez, Bizerte, la BCCP dissoute et renommée de 1959 à 1960 GIBPOM puis en 1960 BPCIMa et renommée en 1962 1er RPIMa qui a la garde de l'emblème de la 1/2 Brigade SAS.

### Garnisons successives
- septembre 1940 : Ringway (Angleterre).
- 1941 : Garnison à Beyrouth puis à Damas.
- 1942 : Garnison à Kibrit sur le canal de Suez.
- 1943 : Garnison à Camberley (Royaume-Uni).
- Après la guerre retour de la garnison en France.
- 1960 : Création du 1er RPIMa et garnison à Bayonne.

### Seconde Guerre mondiale
- septembre 1940 : création et entraînement à Ringway (Angleterre).
- 15 mars 1941 : opération Savanna, première opération des FFL en France (objectifs directs de la mission ont été abandonnés, Bretagne).
- mai 1941 : opération Joséphine B (destruction de six transformateurs de la centrale électrique de Pessac).
- Division en une section affectée au service action militaire du BCRA, et deux sections envoyées au Moyen-Orient. Équipement parachutiste

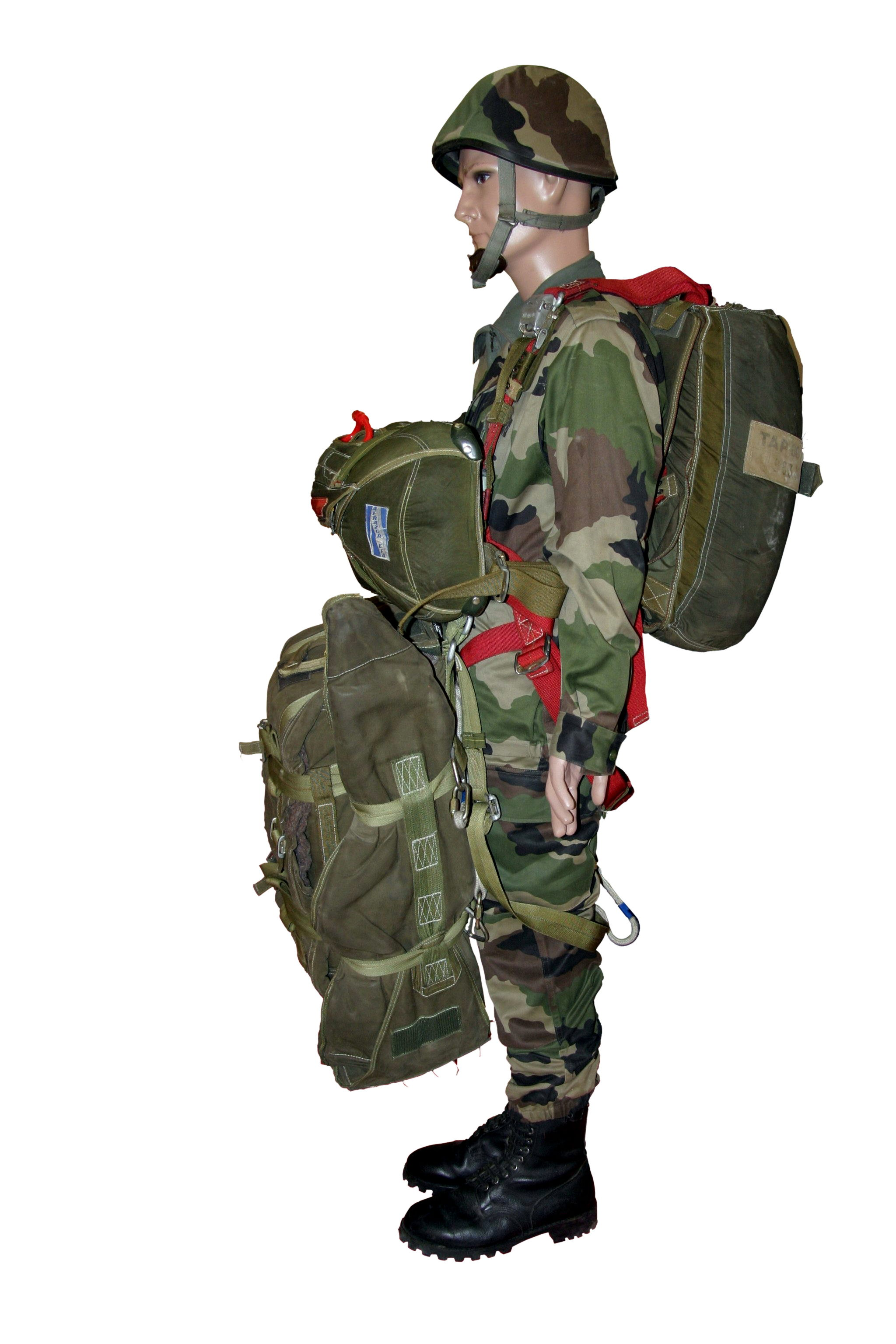
Équipement parachutiste

- 21 juillet 1941 : embarquement pour le Moyen-Orient, puis garnison à Beyrouth, puis à Damas.
- 2 janvier 1942 : la section est rattachée aux SAS de David Stirling et prend sa garnison à Kibrit (en) sur le canal de Suez.
- juin 1942 : les SAS français détruisent 20 avions allemands en Crète, puis attaquent les aérodromes de Matouba-Derna, Benina, Barce et Benghazi sur le front libyen.
- juillet 1942 : opérations en Cyrénaïque.
- janvier 1943 : harcèlement des arrières allemands en Tunisie.
- Printemps 1943 : repos et entraînement à Camberley (Angleterre).
- Début 1944 : entraînement des SAS français en Écosse.
- Nuit du 5 au 6 juin 1944 : parachutage en Bretagne, 36 parachutistes FFL en 4 groupes (deux sur Plumelec, deux sur Duault). Un mort au combat à Plumelec le 6 juin à 0 h 40, le caporal Emile Bouétard, probable 1er mort du Débarquement.
- juin 1944 : combats du maquis de Saint-Marcel, Morbihan et du maquis de Duault, Côtes-d'Armor ; le bataillon (450parachutés), avec les FFI (3 000 hommes au total) et des Jedburghs, retiennent 85 000 Allemands en Bretagne (qui ne peuvent rejoindre la Normandie), et opère sa jonction avec deux divisions de l'armée de George Patton le 6 août.
- août 1944 : raids jusqu’à Bordeaux, Périgueux (équipé de jeeps avec mitrailleuses Vickers montée sur affût-pied), sur la rive droite de la Loire. Des SAS participent aussi à la libération de Paris.
- 11 septembre 1944 : une compagnie fait  3 000 prisonniers allemands.
- Automne : repos en Champagne.
- 11 novembre 1944 : les deux régiments de SAS français défilent sur les Champs-Élysées à Paris devant le général de Gaulle, après que le 2e RCP a été fait Compagnon de la Libération, et le Premier ministre britannique Winston Churchill.
- 23 décembre 1944 : renfort lors de la bataille des Ardennes.
- Février 1945 : regroupement en Angleterre.
- Nuit du 7 au 8 avril 1945 : opération Amherst, parachutage aux Pays-Bas. Combats jusqu’au 18.

### Guerre d'Indochine
Après un premier séjour de deux ans, le 1er BCCP devenu en 1951 le 1er BPC quitte l'Indochine le 19 janvier 1952.
Le 1er BPC revient en Indochine en août 1953. En novembre 1953, il participe à l'opération Castor (occupation de Diên Biên Phù). En décembre 1953, il est envoyé à Seno au Moyen Laos pour contrer l'offensive Việt Minh dans la région. Début mai 1954, la situation à Diên Biên Phù semble désespérée. Le bataillon est largué sur le camp retranché par petits détachements de la taille d'une compagnie : une compagnie dans la nuit du 1er au 2 mai, 94 hommes dans la nuit du 5 au 6 mai. Ce seront les derniers renforts envoyés à Diên Biên Phù avant la fin de la résistance du camp le 7 mai 1954.

### Depuis 1960
Le 1er novembre 1960, le 1er régiment de parachutistes d'infanterie de marine (CI/1er RPIMa) est créé à Bayonne. Il est l'unité d'instruction des engagés parachutistes. Avec la professionnalisation des régiments parachutistes, ceux-ci prennent en main la formation de leur personnel. Le 1er RPIMa mute en s'orientant vers le renseignement et l'action.
En 1976 est créé le Groupement Opérationnel (GO) comptant environ 150 officiers et sous-officiers qui est employé en renfort et sous les ordres du service Action du Service de documentation extérieure et de contre-espionnage (SDECE, services spéciaux français). Le GO participe notamment à l'assistance au régime zaïrois contre une rébellion en 1977 et à l'opération Caban (renversement de Bokassa en Centrafrique en 1979). Il est dissous en 1981 car l'opération Caban n'a pas donnée satisfaction. Ce qui mènera à la remonté en puissance de la Division Action du SDECE et la recréation du 11e RPC.
Le 1er RPIMa se recentre sur des missions moins secrètes, en regroupant les détachements d'assistance opérationnelle (DAO) qui assistent des forces alliées notamment en Afrique. Il se spécialise par ailleurs comme unité de recherche humaine (reconnaissance) en fournissant des unités de recherche de corps d'armée (URCA) aux corps d'armée (le 13e RDP ayant le même rôle au niveau de la 1re armée). Il assure également l'entraînement tactique des commandos de recherche et d'action dans la profondeur (CRAP) de la 11e division parachutiste. Le 1er RPIMa participe à l'opération Manta au Tchad à partir de 1983 et à l'opération Oside aux Comores en 1989.
Pendant la guerre du Golfe (1991), trois détachements du 1er RPIMa sont engagés indépendamment dans la division Daguet :
- un détachement de liaison et de protection rapprochée auprès du général Michel Roquejeoffre à Riyad ;
- le 1er groupement commando parachutiste (GCP) formé d'un élément de commandement et de quatre équipes du 1er RPIMa et de six équipes CRAP fournies par les autres régiments de la 11e division parachutiste. Deux parachutistes du 1er RPIMa sont tués et une dizaine blessés - dont le commandant du régiment - par l'explosion de sous-munitions non-détonées dans le fort d'As Salman le 26 février 1991 ;
- un second groupement formé de trois équipes du 1er RPIMa et cinq équipes CRAP d'autres régiments parachutistes pour la reprise de l'ambassade de France à Koweït City le 28 février.

En 1992, le 1er RPIMa est affecté pour emploi au commandement des opérations spéciales (COS) nouvellement créé. Il est déployé la même année au Rwanda. En 1997, il quitte la 11e division parachutiste pour intégrer le groupement spécial autonome (GSA), qui est devenu le commandement des forces spéciales terre (COM FST).
Depuis cette date, le régiment participera aux différentes opérations menées par le COS et l'armée française. Parmi elles, on peut citer les interventions au Rwanda, dans les Balkans (en 1995 et 1999 pour capturer des criminels de guerre), l'Afghanistan (opération Arès) ou encore le Sahel avec en point d'orgue l'opération Serval au Mali. Durant ces actions, le 1er RPIMa mettra en œuvre bon nombre de ses compétences : libération d'otages, évacuation de ressortissants, patrouille longue distance....

## Morts du régiment en missions et opérations extérieures depuis 1981
La liste débute en 1981, année de restructuration du 1er RPIMa où il cesse de dépendre pour emploi du SDECE.
| Grade             | Nom               | Année du décès | Opération extérieure |
| ----------------- | ----------------- | -------------- | -------------------- |
| Chef de bataillon | Paul Rhodes       | 1985           | Liban                |
| Caporal           | Pascal Pouillard  | 1988           | Côte d'Ivoire        |
| Sergent-chef      | Bertrand Rameau   | 1990           | Comores              |
| Sergent           | Yves Schmitt      | 1991           | Irak                 |
| Caporal-chef      | Éric Cordier      | 1991           | Irak                 |
| Sergent-chef      | Damien Guiard     | 1994           | Burundi              |
| Caporal           | Murat Yagci       | 2004           | Afghanistan          |
| Sergent-chef      | Éric Bury         | 2005           | Côte d'Ivoire        |
| Sergent-chef      | Sylvain Lantenois | 2005           | Côte d'Ivoire        |
| Caporal-chef      | Cédric Crupel     | 2005           | Afghanistan          |
| Adjudant-chef     | Joël Gazeau       | 2006           | Afghanistan          |
| Caporal-chef      | David Poulain     | 2006           | Afghanistan          |
| Adjudant          | Gilles Polin      | 2008           | Soudan               |
| Sergent           | Stéphane Duval    | 2013           | Mali                 |

## Traditions
- Saint Michel : régiment parachutiste, le 1er RPIMa célèbre chaque année, le 29 septembre, le saint patron des parachutistes. Cette célébration donne lieu à des manifestations diverses (messe, prise d'armes, repas de corps, etc.) avec la présence des anciens.

- 31 août 1870 : l'infanterie de marine commémore les combats de Bazeilles. Cette bataille est le symbole de commémoration des troupes de marine. L'anniversaire de Bazeilles est commémoré chaque année dans tous les corps de troupe de France et d'Outre-mer et au le lieu de la bataille.

### Devise
« Qui ose gagne », traduction de la devise anglaise des SAS britanniques « Who Dares Wins » qu'il partage avec le CPIS.

### Insigne et béret
- Insigne

« Cercle d’argent de centre bleu ciel à un parachute blanc soutenant la pointe d’une flèche rouge, le tout brochant sur une épée basse gardée d’or. L’inscription « S.A.S. » et « Qui ose gagne » sur le cercle et le chiffre 1 sur le parachute.
- Béret

Depuis le 11 avril 2017, sur décision du général commandant les Forces Spéciales Terre et accord du CEMAT, le 1er RPIMa a repris le béret amarante et l'insigne des SAS de la Seconde Guerre mondiale avec la devise en français.

Insignes
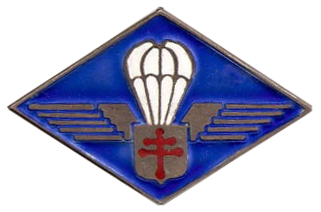
Insigne de la 1re compagnie de chasseurs parachutistes.
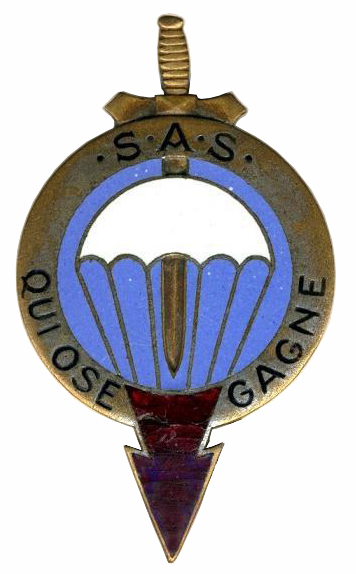
Insigne du 2e RCP, des 1er BCCP SAS et 1er BPC.
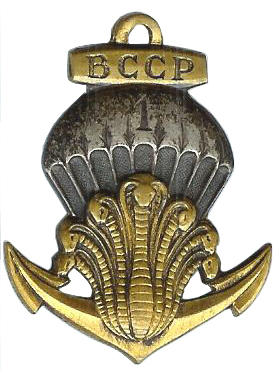
Insigne du 1er BCCP.
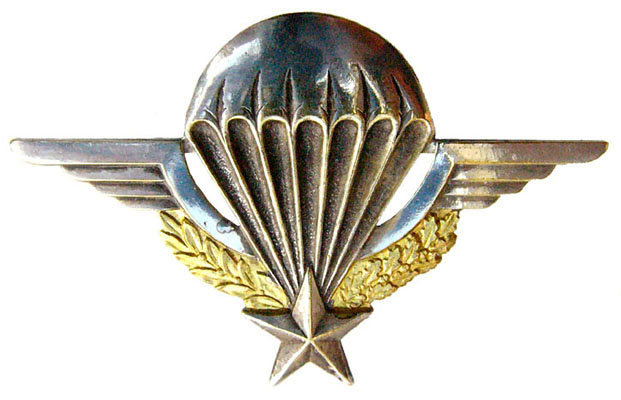
Brevet parachutiste.
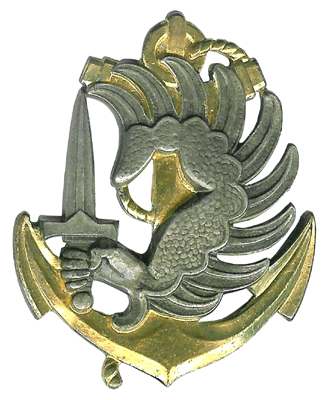
Insigne de béret parachutiste des TDM, porté de 1957 à 1962 et de 1971 à 2017.
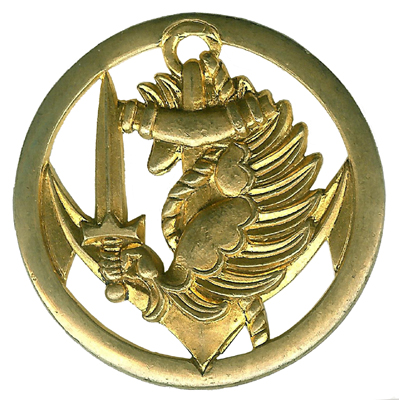
Insigne de béret parachutiste des TDM porté de 1963 à 1971.
Insigne de béret du 1er RPIMa « Qui ose gagne », depuis le 11 avril 2017.
Insigne d'épaule droite de la Brigade des Forces spéciales.
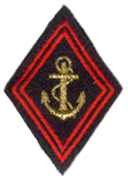
Insigne d'épaule gauche des troupes de marine.

Défilés
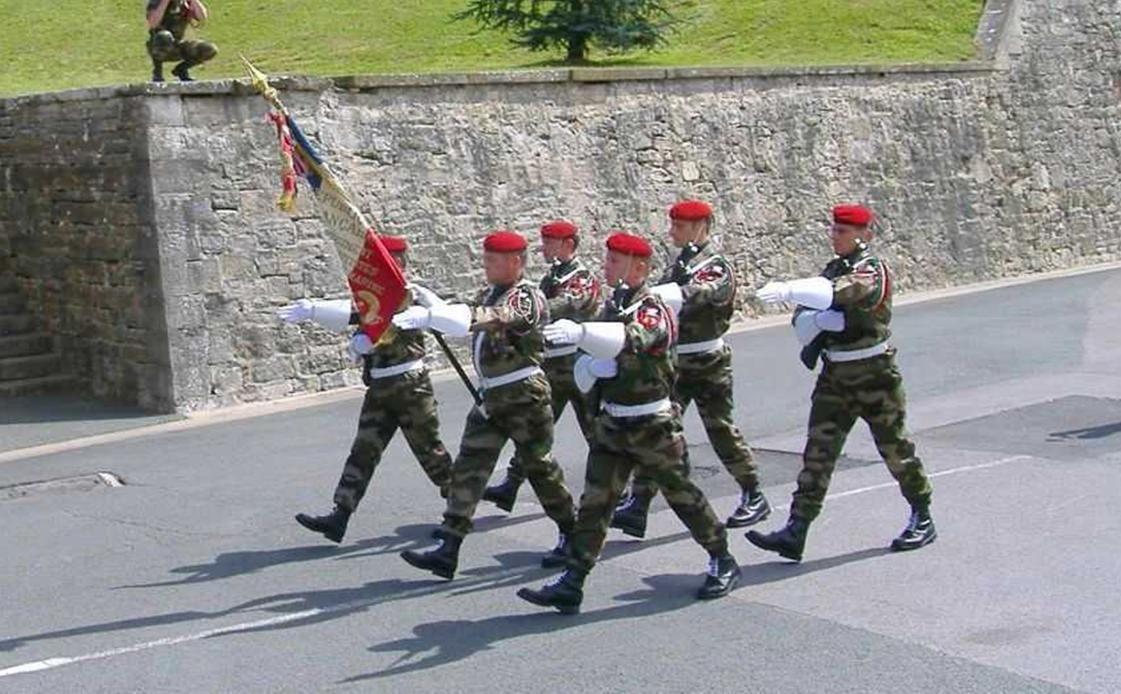
Garde du drapeau du 1er RPIMa.
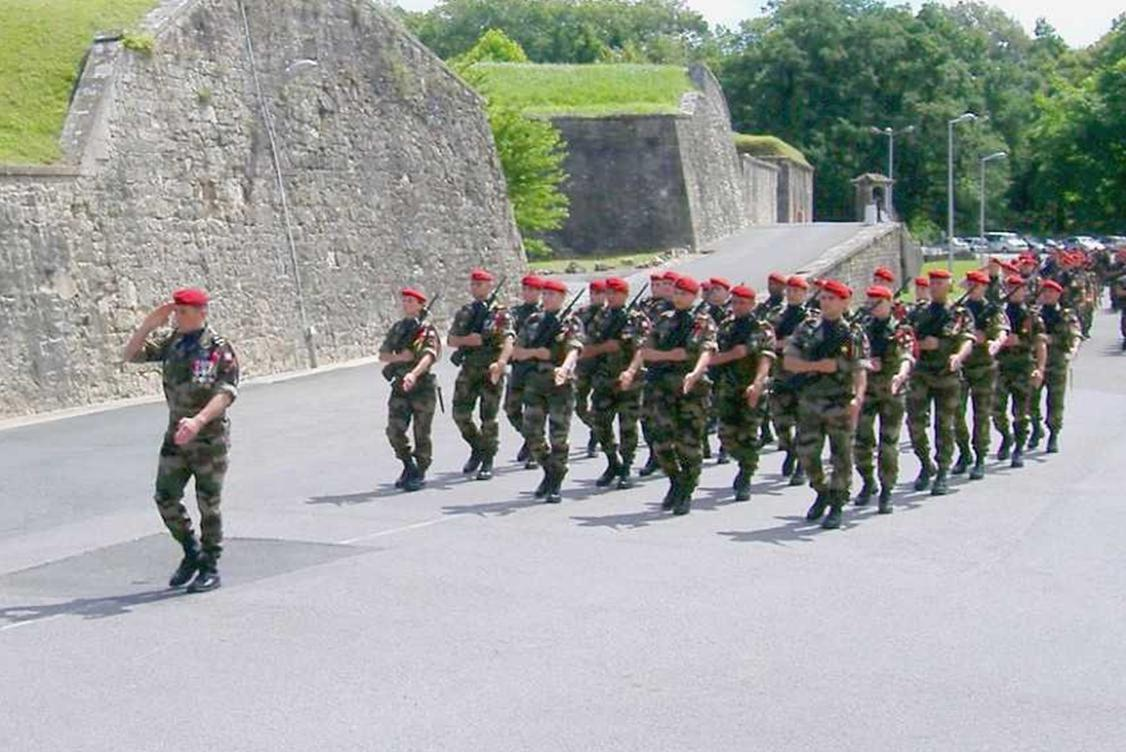
Défilé des compagnies du 1er RPIMa.

### Drapeau
Le drapeau des SAS français fut l'emblème allié le plus décoré au cours de la Seconde Guerre mondiale.

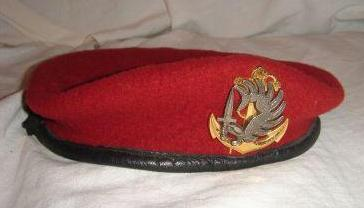
Béret rouge (amarante) des paras des TDM

Les inscriptions suivantes figurent peintes en lettres d'or sur les soies du drapeau du 1er RPIMA en mémoire des campagnes passées du régiment :
- Crète 1942
- Libye 1942
- Sud-Tunisien 1943
- France 1944
- Ardennes belges 1945
- Pays-Bas 1945
- Indochine 1946-1954[14]
- Koweït 1990-1991[15]

### Décorations
Il s'agit de l'une des unités françaises les plus décorées de la seconde guerre mondiale.
- Croix de la Légion d'honneur[16].
- Ordre de la Libération en tant qu'héritier des traditions du 2e Régiment de chasseurs parachutistes de l'Armée de l'air, il porte la décoration remise le 11 novembre 1944 des mains du général de Gaulle, sous l'Arc de Triomphe à Paris au 2e Régiment de chasseurs parachutistes de l' Armée de l' Air[17].
- Croix de guerre 1939-1945 avec six palmes.
- Croix de guerre des Théâtres d'opérations extérieurs (TOE) avec trois palmes.
- Croix de la Valeur militaire avec six palmes. Une première palme remise le 23 novembre 2011 au titre de l'opération Pamir en Afghanistan. Une deuxième palme remise le 1er septembre 2013 toujours au titre de l'Afghanistan. Le régiment ainsi titulaire de deux citations avec palmes pour le même théâtre d'Afghanistan se voit recevoir à cette occasion la fourragère aux couleurs de la Croix de la Valeur militaire. Une troisième palme remise le 6 novembre 2014 au titre de l'opération Serval au Mali. Une quatrième citation est accordée par une décision du 6 avril 2017. Par arrêté du ministre des armées en date du 15 novembre 2022, le 1er régiment de parachutistes d’infanterie de marine, titulaire de deux citations à l’ordre de l’armée comportant l’attribution de la croix de la Valeur militaire au titre de ses missions accomplies au Sahel de 2013 à 2015, est autorisé à porter l’agrafe « Sahel » sur la croix de la Valeur militaire de son drapeau. Une cinquième palme est décernée par décision du ministre des armées en date du 5 janvier 2024 et une sixième palme est attribuée au régiment par une décision du 30 mai 2024.
- Bronzen Leeuw (Lion de Bronze des Pays-Bas).

Les Cadres et personnels du régiment portent 4 fourragères :
- La fourragère aux couleurs de la Légion d'honneur 2e régiment de chasseurs parachutistes.
- La fourragère aux couleurs de la Croix de guerre des TOE 1re bataillon de parachutistes coloniaux.
- La fourragère aux couleurs de la Valeur Militaire avec olive mi-partie aux couleurs du ruban de la "Médaille militaire" dans la partie inférieure et à la couleur du ruban de la "Légion d’honneur" dans la partie supérieure.
- La fourragère aux couleurs de la Croix de la libération (depuis le 18 juin 1996). (celle du 2e RCP ; voir la liste des Compagnons de la Libération).

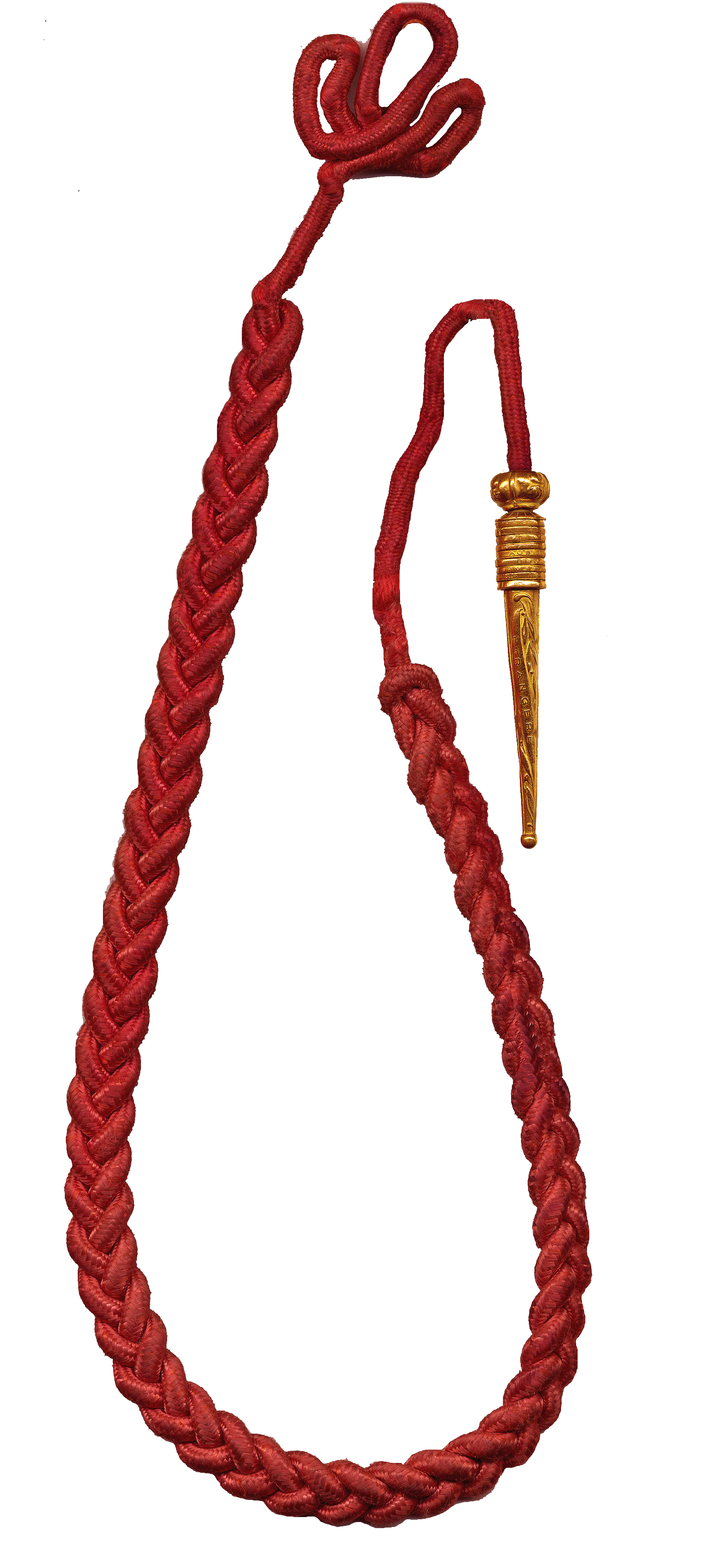
Fourragère aux couleurs du ruban de la légion d'honneur
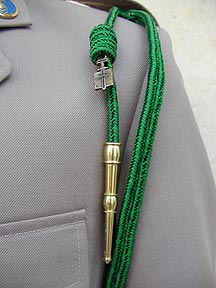
Fourragère aux couleurs du ruban de l'Ordre de la Libération
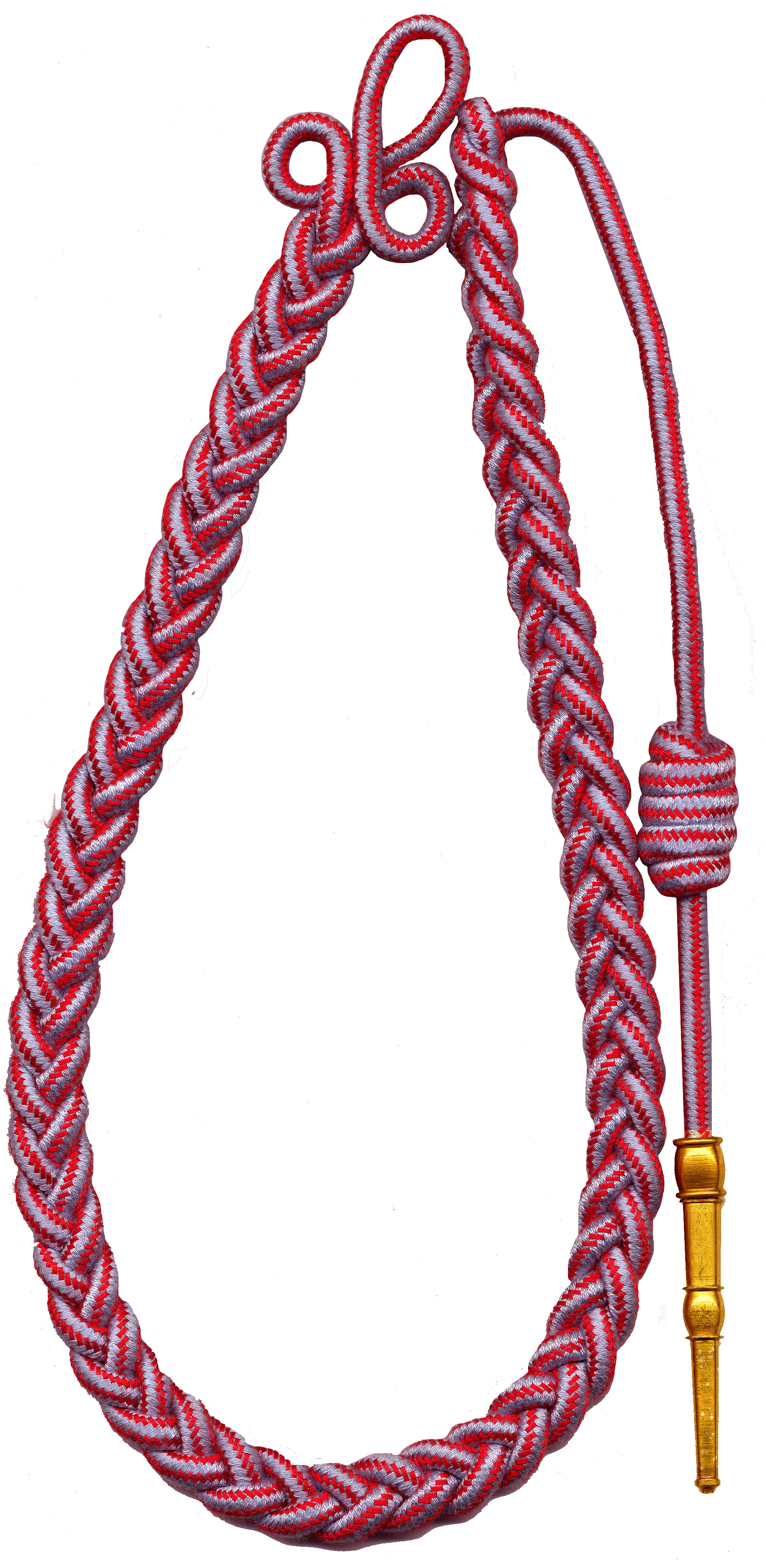
Fourragère aux couleurs du ruban de la Croix de guerre des TOE

## Chefs de corps

### Seconde guerre Mondiale
Compagnies et bataillons parachutistes
- 1940 - 1942 Capitaine Bergé*** (1re CIA / 1re CCP)
- 1942 - 1943 Capitaine Lambert (1re CIA)
- 1942 - 1943 Capitaine Jordan** (2e CIA)
- 1943 - 1943 Lieutenant-colonel Fourcault (1er BIA)
- 1943 - 1944 Commandant Bourgouin* (4e BIA)

2e RCP
- 1944 - 1944 Lieutenant-colonel Bourgoin*
- 1944 - 1945 Commandant Puech-Samson*
- 1945 - 1945 Lieutenant-colonel Jacques Pâris de Bollardière***/*
- 1945 - 1946 Lieutenant-colonel Reyniers

### Guerre d'Indochine
Demi brigades d'Indochine de parachutistes SAS
- 1946 Lieutenant-colonel Jacques Pâris de Bollardière

Demi brigade coloniale de commandos parachutistes
- 1947 - 1949 Colonel Jacques Massu
- 1949 - 1951 Colonel Jean Gilles
- 1951 - 1953 Lieutenant-colonel Pierre Langlais
- 1953 - 1954 Lieutenant-colonel Fritsch
- 1954 - 1955 Lieutenant-colonel Fourcade

1er bataillon de choc SAS
- 1946 - 1947 Chef d'escadron Mollat

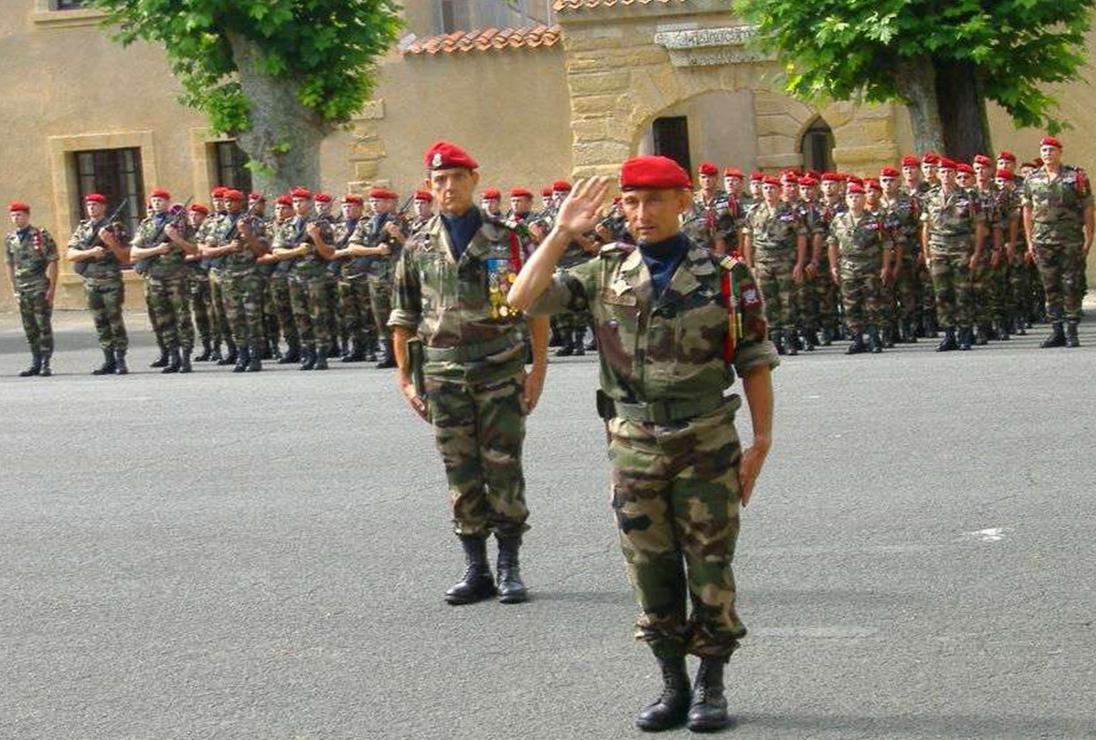
Prise d'arme

1er bataillon parachutiste SAS puis 1er bataillon colonial de commandos parachutistes
- 1947 - 1948 Capitaine Ducasse

2e bataillon de choc SAS
- 1946 - 1947 Commandant de Maurepas

1er bataillon colonial de commandos parachutistes
- 1949 - 1950 Chef de bataillon Portal
- 1950 - 1951 Chef de bataillon Dubois
- 1951 - 1951 Chef de bataillon Fourcade
- 1951 - 1952 Capitaine Moretti

1er bataillon de parachutistes coloniaux
- 1953 - 1954 Chef de bataillon Souquet
- 1954 - 1954 Capitaine Penduff
- 1954 - 1954 Capitaine Bazin de Bezons
- 1954 - 1954 Capitaine Cogno Bourdieu
- 1954 - 1954 Chef de bataillon Charlet
- 1954 - 1955 Chef de bataillon Moniez
- 1954 - 1954 Capitaine Ferrano

### Guerre d'Algérie
Brigade des parachutistes coloniaux
- 1955 Colonel Gracieux
- 1957 Lieutenant-colonel Pierre Château-Jobert

Brigade école des parachutistes coloniaux
- 1958 Lieutenant-colonel Pierre Château-Jobert
- 1958 Lieutenant-colonel Fossey -François
- 1958 Colonel Fourcade

Brigade de parachutistes d'outre-mer
- 1958 Colonel Fourcade

Brigade parachutiste d'infanterie de marine
- 1960 - 1961 Colonel Lemire
- 1961 - 1961 Colonel Cabestan

1er RPIMa
- 1960 - 1962 Colonel Moulié (***)

### Depuis 1962
1er RPIMa
- 1962 - 1965 colonel Florentin
- 1965 - 1967 colonel Mantes
- 1967 - 1970 colonel de Braquilanges
- 1970 - 1972 colonel Dorandeu
- 1972 - 1974 colonel Hovette
- 1974 - 1976 colonel Jouslin de Noray (****)
- 1976 - 1978 colonel Franceschi (****)
- 1978 - 1980 colonel Briançon-Rouge
- 1980 - 1982 lieutenant colonel Norlain
- 1982 - 1984 colonel Messana
- 1984 - 1986 colonel Huchon
- 1986 - 1988 colonel Landrin (***)
- 1988 - 1990 colonel Rigot
- 1990 - 1992 colonel Rosier (***)
- 1992 - 1994 colonel Tauzin(****)
- 1994 - 1996 colonel Cherreau (#)
- 1996 - 1998 colonel Stoltz(****)
- 1998 - 2000 colonel Nebout (***)
- 2000 - 2002 colonel de Turckheim
- 2002 - 2004 colonel Rastouil
- 2004 - 2006 colonel Grégoire de Saint-Quentin (#)
- 2006 - 2008 colonel Harivongs
- 2008 - 2010 colonel Vidaud
- 2010 - 2012 colonel Baratz
- 2012 - 2014 colonel Laurentin
- 2014 - 2016 colonel Michel Delpit
- 2016 - 2018 colonel Bos
- 2018 - 2020 colonel Cutajar
- 2020 - 2022 colonel de Monicault
- 2022 - 2024 colonel Foudriat

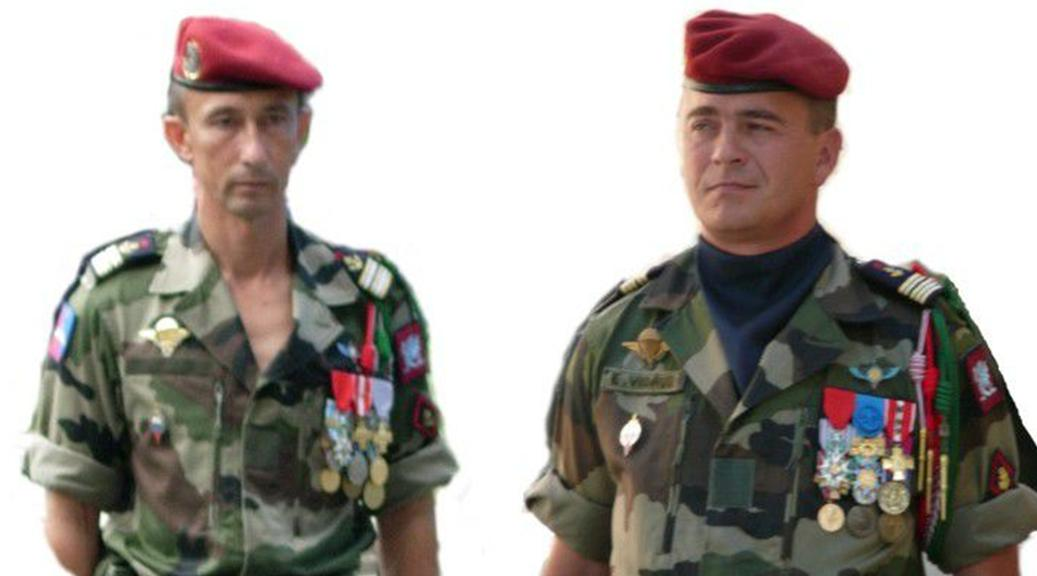
Les colonels Harivongs et Vidaud

(*) Officier qui devint par la suite député.

(**) Officier qui devint par la suite ambassadeur.

(***) Officier qui devint par la suite général de brigade.

(****) Officier qui devint par la suite général de division.

(#) Officier qui devint par la suite général d'armée.

## Personnalités ayant servi au sein du régiment

### Compagnons de la Libération
- Georges Bergé (1909-1997), commandant de la 1re CIA en 1940.
- Philippe Fauquet (1921-1944), membre de la 1re CIA dès 1940. Mort pour la France en octobre 1944 avec le 2e RCP.
- Victor Iturria (1914-1944), membre de la 1re CIA dès 1940. Mort pour la France en août 1944 avec le 2e RCP.
- René Lesecq (1920-2010), membre de la 1re CCP en 1942 puis des 4e BIA et 2e RCP.
- Henri Labit (1920-1942), membre de la 1re CIA en janvier 1941. Détaché au BCRA, mort pour la France en mai 1942.
- Paul Mélis (1921-1982), membre de la 1re CCP en 1942.
- André Varnier (1914-1949), membre de la 1re CIA en 1940.

### Autres personnalités
- Benoît Saint-Denis (né en 1995), combattant professionnel de MMA, membre du 1er RPIMa de 2014 à 2019.

## Le régiment aujourd'hui
Pour rejoindre le prestigieux régiment du 1er RPIMa, les candidats devront se plier à une longue et exigeante sélection. Peu importe leur origine, civile ou militaire, ils devront suivre et réussir une formation commune, sur plusieurs mois, voire plus d’une année.
Un bon niveau sportif est également attendu des candidats : un palier 10 au Luc léger, et un minimum de 15 tractions sont attendus en moyenne.
Par la suite, les participants devront effectuer obligatoirement une PMPFS, ou Préparation Militaire des Forces Spéciales, se tenant sur 15 jours à Pau.
Cette préparation donne lieu à un classement permettant au recruteur de sélectionner les candidats qui rejoindront la prochaine incorporation au régiment.
Chacun des engagés sera également convoqué au DEI - ou Département Evaluation Information, afin de passer un entretien avec la cellule recrutement du 1er RPIMa.
A l’issue de cette première phase de sélection, les volontaires rejoindront, ou non, le régiment à Bayonne, pour entamer leur formation.
La formation de base est la formation « SAS » (pour « stick action spéciale », anciennement RAPAS pour « recherche aéroportée et action spéciale ») qui dure 22 semaines et démarre traditionnellement au début du mois de février. Cette formation leur donne la qualification de base du régiment.
Après une période probatoire, les personnels brevetés SAS suivent des formations de spécialité complémentaire en fonction des postes à pourvoir et de leurs capacités :
- « CTLO » (Contre-terrorisme et libération d'otages),
- «THP» (Tireurs de haute précision),
- « GDC » (gardes du corps),
- « PATSAS » (patrouilles SAS, spécialisées dans le combat motorisé tout-terrain),
- Chuteurs « OPS » et « SOTGH » (saut opérationnel à très grande hauteur),
- « SAS PO » (SAS plongeur offensif),
- Équipier SAS spécialisé jungle (formé au Centre d'instruction de la guerre dans la jungle de Manaus au Brésil),
- Équipier SAS spécialisé montagne, etc.

La citadelle Général Bergé de Bayonne, du nom de l'officier créateur des parachutistes de la France Libre et des SAS français, accueille aussi régulièrement des unités étrangères des forces spéciales dans le cadre d'échanges de compétences.

### Subordinations
Le 1er RPIMa fait partie du commandement des forces spéciales Terre.

### Composition
L'effectif théorique du régiment en 2020 est de 900 militaires répartis en 6 sticks actions spéciales (SAS) regroupant une douzaine de personnes chacun et sécables en deux équipes SAS.[réf. nécessaire]
Depuis 2011[réf. souhaitée], Le 1er RPIMa s'organise autour des unités suivantes :
- Les capacités de la 1re compagnie SAS sont particulièrement tournées vers « les techniques rares de la 3e dimension et les actions subaquatiques ou de surface en eaux intérieures ».
- La 2e compagnie SAS est spécialisée dans « les milieux extrêmes comme la jungle, la montagne, le grand froid ainsi que dans le sabotage et le franchissement vertical ».
- La 3e compagnie SAS met en œuvre des « patrouilles motorisées SAS (PATSAS) spécialisées dans les actions de reconnaissance et de destruction dans la profondeur combinant autonomie et puissance de feu ».
- La 4e compagnie SAS est spécialisée dans « la reconnaissance, l'acquisition et l'action autonome dans le milieu urbain avec du renseignement à fin d'action et opérations banalisées à très faible empreinte ».
- La compagnie d’instruction assure la formation initiale ainsi que les cursus de formation SAS. La cellule instruction spécialisée dispense les stages de perfectionnement, tireur d’élite, contre-terrorisme, protection rapprochée, etc.
- La compagnie de commandement et de logistique est l’unité de soutien du régiment. Son personnel est formé spécifiquement pour soutenir les sticks action en opération.

Chaque compagnie a sa spécialité. Ainsi la 1re compagnie regroupe les plongeurs offensifs et chuteurs opérationnels à très grande hauteur. Quant à la 2e compagnie, son pôle d'excellence se situe dans les combats en milieux extrêmes comme la forêt équatoriale ou les zones de hautes montagnes. La 3e compagnie de combat est quant à elle spécialisée dans les patrouilles SAS sur véhicules légers armés (tradition des jeeps armées SAS 1942-1945). Enfin, la 4e compagnie de combat est quant à elle spécialisée dans les Actions Spéciales en Milieu Urbain (ASMU) et comprend les GDC, CTLO, THP (Tireurs Haute Précision) et opérateurs drones.

### Missions
Les missions accomplies par le 1er RPIMa sont semblables aux missions accomplies par toutes unités de forces spéciales type « armée de terre »
- Reconnaissance profonde
- Destruction d'objectifs stratégiques
- Entraînement de forces armées étrangères, guerilla / contre guerilla
- Protection de personnalités en environnement de conflit « haute intensité ».
- Libération d'otages
- Contre-terrorisme
- Capture ou neutralisation de HVT (high value target)
- Évacuation de ressortissants

### Matériels

#### Véhicules
- Véhicule léger Peugeot P4 SAS
- Véhicule léger VLRA SAS
- VPS
- VPS 2
- Land-Rover Discovery 3 blindé affecté au service de protection rapprochée

#### Armement
Liste non exhaustive, de plus la plupart de ces armes sont modifiées à l'intérieur comme à l'extérieur pour une meilleure utilisation.
- Fusil d'assaut FAMAS (uniquement pour la formation)
- Fusil d'assaut HK 416 (notamment la version A5) et HK 417
- Fusil d'assaut M4
- Fusil d'assaut SIG MCX
- Lance-grenades M203
- Lance-grenades AG-HK416
- Pistolet PAMAS G1
- Pistolet HK USP
- Pistolet Glock 17
- Pistolet MAB PA15 (années 1970)
- Revolver Manurhin MR 73 (années 1970)
- Pistolet mitrailleur HK MP5 (différentes versions)
- Pistolet mitrailleur P90
- Mitrailleuse FN Minimi
- Mitrailleuse FN EVOLYS
- Mitrailleuse FN MAG
- Mitrailleuse Browning M2
- Mitrailleuse AANF1 (7,62 mm OTAN)
- Fusil à pompe semi-automatique Benelli M3T
- Fusil à pompe semi-automatique Benelli M4 Super 90
- Fusil de précision PGM Hécate II
- Fusil de précision HK MSG-90
- Fusil de précision Sako TRG42
- Fusil de précision Cadex Defence CDX-40 Shadow

## Culture populaire
- Dans le film Forces spéciales, le personnage de Tic-Tac appartient au 1er RPIMa.
- Dans la série Le Bureau des légendes, le colonel Marc Lauré, dit « MAG » (Moule à gaufres), le directeur du Renseignement, est un ancien du 1er RPIMa.

### Unités comparables
- États-Unis : 1st SFOD-d Special Forces
- Royaume-Uni : Special Air Service
- Mexique : FER
- Pologne : 1 Pułk Specjalny Komandosów
- Canada : JTF-2
- Allemagne : Kommando Spezialkräfte
- Israël : Sayeret Matkal
- Portugal : Destacamento de Ações Especiais